# Eidolon dupreanum
Il pipistrello della frutta paglierino del Madagascar (Eidolon dupreanum  Pollen, 1866) è un pipistrello appartenente alla famiglia degli Pteropodidi, endemico del Madagascar.

## Descrizione

### Dimensioni
Pipistrello di medie dimensioni con la lunghezza totale tra 190 e 215 mm, la lunghezza dell'avambraccio tra 115 e 131 mm, la lunghezza della coda tra 13 e 20 mm, la lunghezza del piede tra 35 e 46 mm, la lunghezza delle orecchie tra 32 e 36 mm, un'apertura alare fino a 95 cm e un peso fino a 346 g.

### Aspetto
La pelliccia è corta, particolarmente sulla schiena. Il colore delle parti dorsali è marrone, mentre le parti inferiori sono fulvo-olivastre, con dei riflessi brunastri lungo la parte centrale. Nei maschi sono presenti un collare fulvo e dei ciuffi di peli brillanti intorno alle ghiandole del collo. Il muso è lungo, sottile e affusolato, gli occhi sono grandi. Le orecchie sono lunghe e arrotondate. La coda è relativamente corta, mentre l'uropatagio è ridotto ad una membrana lungo la parte interna degli arti inferiori. I maschi sono leggermente più grandi delle femmine.

## Biologia

### Comportamento
Si rifugia all'interno di grotte o crepacci in colonie fino a 200 individui. È stato occasionalmente osservato anche nella densa vegetazione delle foreste. Ha probabilmente caratteristiche migratorie legate alla disponibilità di cibo.

### Alimentazione
Si nutre di frutta di specie native, ma anche di foglie ed altre parti della pianta. È considerato un importante impollinatore delle piante di baobab.

## Distribuzione e habitat
Questa specie è diffusa nel Madagascar, e sull'Isola di Nosy Be e Île Sainte-Marie.
Vive nelle foreste umide, secche decidue e spinose lungo le coste e negli altopiani centrali dell'Isola. 

## Tassonomia
Questa specie è considerata da alcuni autori come sottospecie di E.helvum

## Conservazione
La IUCN Red List, considerato il declino della popolazione del 30% negli ultimi 20 anni a causa della caccia, classifica E.dupreanum come specie vulnerabile (VU).